# باي هيون سونغ
باي هيون سونغ (مواليد 3 مايو 1999) هو ممثل كوري جنوبي، شارك في مسلسل هارو وجدت بالصدفة.